# Chapéu do Sol
Chapéu do Sol é um bairro da região do extremo-sul da cidade brasileira de Porto Alegre, capital do estado do Rio Grande do Sul. Foi criado pela Lei nº 11058 de 11 de março de 2011, através do projeto de lei 053/08, de autoria do vereador Engenheiro Comassetto.

## História
Relativamente um bairro novo na cidade, o Chapéu do Sol estava originalmente dentro dos limites do bairro Hípica, do qual foi separado juntamente com o bairro Campo Novo em 2011. A sua comunidade se desenvolveu ao longo da chamada Estrada Chapéu do Sol, que é um prolongamento da Avenida Principal da Ponta Grossa (antiga Estrada Retiro da Ponta Grossa) e que serve de ligação entre as Avenidas Juca Batista e Estrada Francisca de Oliveira Vieira, as quais levam ao bairro Belém Novo na direção sul. Tem seu nome em razão da planta Terminalia catappa, popularmente conhecida como "chapéu-de-sol".

### Zona rural
Apesar da crescente urbanização da região do Extremo-Sul no início da década de 2000, o Chapéu do Sol ainda conserva características rurais e áreas de campo de diferentes portes, voltadas para atividades primárias e de lazer. Isso se observa principalmente ao longo da Rua Darcy Pereira Pozzi, onde se situam, por exemplo, o antigo Haras Joter, pertencente à família Gerdau, e uma das maiores floriculturas em tamanho da cidade de Porto Alegre, a Rossato Garden Center, inaugurada em 1992 no bairro e um dos locais participantes do projeto turístico Caminhos Rurais. Além disso, uma parte do bairro está demarcada dentro da chamada Zona Rural de Porto Alegre, onde proprietários pagam o ITR, e não o IPTU.

### Loteamentos e ocupações

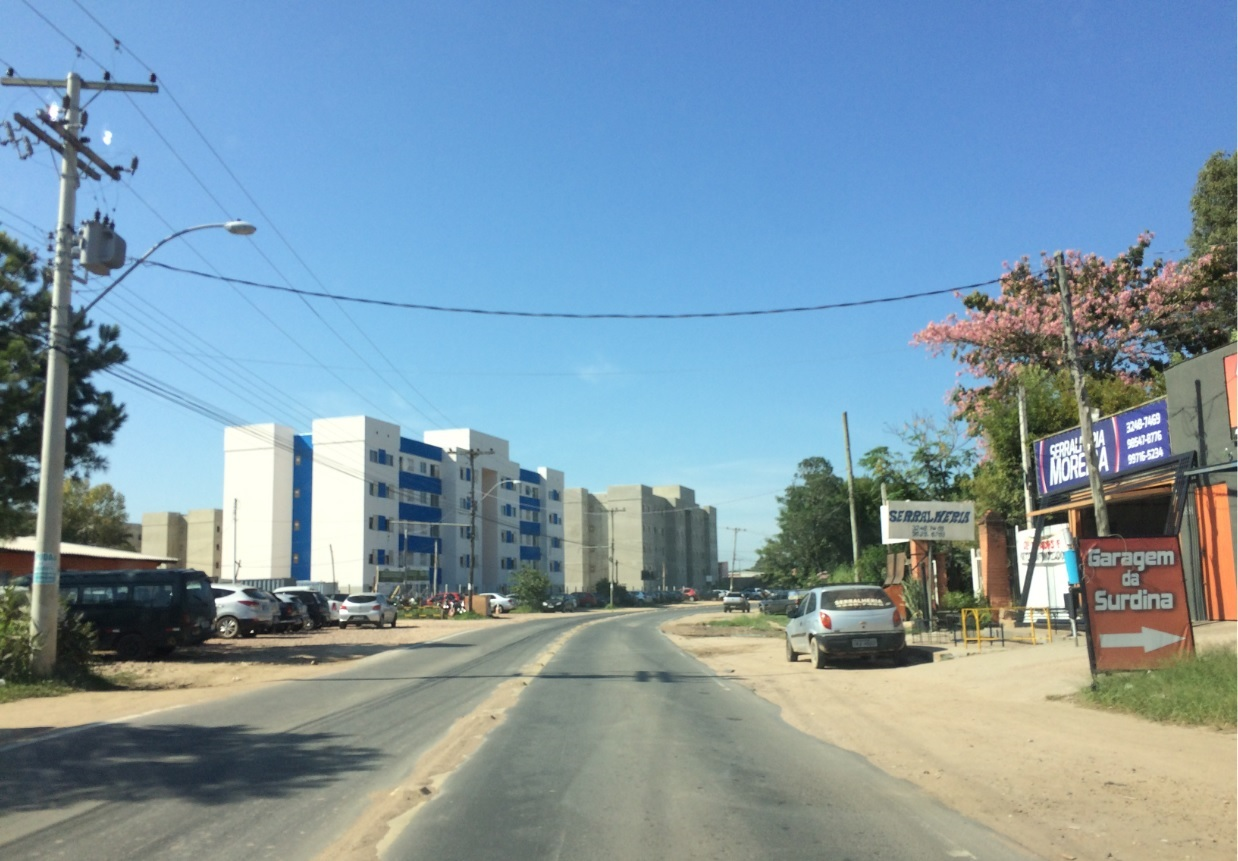
Residencial Jardim Figueiras, a partir da Av. Juca Batista, em 2018.

O Chapéu do Sol possui áreas que carecem de regularização fundiária devido à presença de ocupações desordenadas e loteamentos clandestinos.
Uma das ocupações presentes é a Vila Chapéu do Sol, também popularmente conhecida como "Vila Teletubbies", em virtude das cores variadas em que são pintadas suas residências modestas.
O bairro abriga os Residenciais Jardim Figueiras I e II, dois projetos vinculados ao programa federal Minha Casa, Minha Vida, inaugurado em outubro de 2019.

## Educação
No bairro existem duas escolas públicas; a Escola Municipal de Ensino Fundamental (EMEF) Chapéu do Sol e a Escola Estadual de Ensino Fundamental (EEEF) Pedro Américo (limite com Belém Novo). Ambas oferecem ensino de educação fundamental I e II, mas a Emef Chapéu do Sol também se volta para a educação infantil e a educação para adultos (EJA).
Situada na rua Gomercindo de Oliveira, s/n°, a Emef Chapéu do Sol tinha 921 alunos matriculados no Censo Escolar de 2019.
Situada na Estrada Chapéu do Sol, n° 1680, a Eeef Pedro Américo tinha 376 alunos matriculados no Censo Escolar de 2019.

## Segurança
Moradores do Chapéu do Sol sofrem com insegurança em razão do tráfico de drogas local, em especial na chamada "Vila Teletubbies", onde atua uma facção criminosa chamada "Os Mano".

## Hidrografia
No bairro corre o arroio Chapéu do Sol, que tem suas nascentes nos morros Espíndola e São Pedro e que deságua, no sentido sudeste-noroeste, no Arroio do Salso. Uma trecho do parque natural do Arroio do Salso se situa na porção norte do bairro.

## Limites atuais
Ponto inicial e final: encontro da Estrada Chapéu do Sol com a Avenida Juca Batista; desse ponto segue pela Avenida Juca Batista até a ponte sobre o Arroio do Salso, ponto de coordenadas E: 282.601; N: 1.661.101; segue a montante pelo eixo desse arroio até a Avenida Edgar Pires de Castro, ponto de coordenadas E: 284.755; N: 1.661.933, por essa até a Estrada Francisca de Oliveira Vieira, por essa até a Estrada Chapéu do Sol, por essa até o limite norte da propriedade do Condomínio Terra Ville, ponto de coordenadas E: 284.475; N: 1.659.120; desse ponto segue pelo limite dessa propriedade até a Avenida Juca Batista, no ponto de coordenadas E: 283.129; N: 1.659.564, por essa até a Estrada Chapéu do Sol, ponto inicial.